# 高幸枝
高幸枝（1943年2月8日—2006年6月26日），台灣女演員、電視製作人。因演技出眾，被歸類於「實力派演員」，並從事演員生涯達40年以上。晚年也參與電視幕後工作，2002年製作之電視劇《素心蘭》為其代表作。

## 生平
1962年，仍於國立台灣藝術專科學校（國立藝專，今國立台灣藝術大學）就讀的高幸枝，投考中央電影公司，同期或前後期有王莫愁、歸亞蕾、勾峰等知名演員。之後，高幸枝多參與台語電影演出。高幸枝畢業後，亦從事台語電影之演員工作。
1964年，高幸枝首度擔綱主演台語片《恩重如山》（知名攝影廖萬文之作品），演出老師一職；因科班表演技巧，被歸於實力派演員。同年，台語片迅速沒落，她也參與國語片，其中擔任女配角的《蚵女》（台灣首部彩色電影）一片，於亞太影展打敗《梁山伯與祝英台》，獲得最佳影片獎。
高幸枝真正讓台灣觀眾熟悉的，是電視劇演出。1972年以現場直播方式播出，由台灣西螺少林武術傳承的真實故事改編的中華電視台連續劇《西螺七劍》，是她所主演戲劇中，最為人熟悉的電視劇。該齣連演222集的連續劇中，扮演「四崁」（施翠蓮）的高幸枝，亦與劇中主角之一的「阿善師」劉林成為夫妻。據聞這段婚姻因為劉林的一段外遇，高幸枝和劉林10多年不講話，至她去世前兩天，劉林才把簽好的那份離婚同意書給了高幸枝。
雖然因為外型關係，高幸枝並無主演甚多影片，但飾演了許多如慈母或壞婆婆的配角角色，為台語電視劇常見的熟面孔。除此，她也偶而參與其他電影的演出，如國語電影《小畢的故事》。之後，她嘗試參與電視幕後工作，2002年製作之台語連續劇《素心蘭》為其代表作。
2006年6月26日，高幸枝因腎臟癌腫瘤破裂過世，享壽63歲。

## 演出作品

### 電影
| 年份   | 片名                       | 角色           |
| ------ | -------------------------- | -------------- |
| 1962年 | 《龍山寺之戀》             |                |
| 1963年 | 《新妻鏡》                 |                |
| 1963年 | 《薇薇的週記》             |                |
| 1964年 | 《義犬救子》               |                |
| 1964年 | 《恩重如山》               |                |
| 1964年 | 《蚵女》                   |                |
| 1965年 | 《雷堡風雲》               |                |
| 1965年 | 《為愛走天涯》             |                |
| 1967年 | 《大某小姨》               | 舞女-秋雲      |
| 1968年 | 《往日的舊夢》             |                |
| 1968年 | 《男人的眼淚》             |                |
| 1968年 | 《當作沒愛過我》           |                |
| 1968年 | 《河邊春夢》               |                |
| 1968年 | 《海邊春情》               |                |
| 1969年 | 《燒酒仙大鬧女人島》       |                |
| 1969年 | 《婚夜奇聞》               |                |
| 1969年 | 《恨你入骨》               |                |
| 1969年 | 《飛龍王子破群妖》         |                |
| 1969年 | 《丈夫與生育》             |                |
| 1969年 | 《男之罪孽》               |                |
| 1969年 | 《危險的青春》（兼任監製） | 玉嬋（富家女） |
| 1969年 | 《今天不回家》             | 仙人跳女子     |
| 1970年 | 《再見阿郎》               |                |
| 1970年 | 《桃太郎斬七妖》           |                |
| 1971年 | 《我心碎了》               |                |
| 1974年 | 《秋燈夜雨》               | 曹媒婆         |
| 1975年 | 《藍橋月冷》               | 保正之妻       |
| 1975年 | 《桃花女鬥周公》           |                |
| 1978年 | 《保鑣》                   |                |
| 1979年 | 《秋蓮》                   |                |
| 1980年 | 《博多夜船》               |                |

### 電視劇
| 年份                                                | 頻道         | 劇名                                         | 角色                |
| --------------------------------------------------- | ------------ | -------------------------------------------- | ------------------- |
| 1971年12月6日～1972年4月10日                        | 中華電視公司 | 《嘉慶君與王得祿》（共68集）                 |                     |
| 1972年3月7日～1972年10月13日                        | 中華電視公司 | 《西螺七劍》（共222集）                      | 施翠蓮（鳳陽婆）    |
| 1972年10月16日～1973年1月28日                       | 中華電視公司 | 《鳳山虎》（共105集）                        |                     |
| 1975年                                              | 中視         | 《奪標》                                     | 公孫彩鳳            |
| 1982年                                              | 中視         | 《行船的人》                                 |                     |
| 1984年                                              | 中華電視公司 | 《天蠶再變》                                 | 太君                |
| 1984年6月2日～1984年9月22日 每週六20:00～22:00播出  | 中華電視公司 | 《大俠沈勝衣》第十一單元：雷霆千里（單元劇） | 杜筠                |
| 1984年                                              | 中華電視公司 | 《神劍無敵》                                 | 申若蘭              |
| 1984年                                              | 中華電視公司 | 《鐵劍蘭花鷹》                               | 老夫人              |
| 1984年                                              | 中華電視公司 | 金玉劇坊《江山美人》                         | 太后                |
| 1984年                                              | 中華電視公司 | 金玉劇坊《春桃鬧堂》                         | 刁夫人              |
| 1985年                                              | 台視         | 《笑傲江湖》                                 | 定逸師太            |
| 1985年                                              | 中華電視公司 | 李如麟歌仔戲《龍鳳姻緣》                     | 皇后                |
| 1985年                                              | 中華電視公司 | 《流浪三兄妹》                               | 婆婆                |
| 1985年                                              | 中華電視公司 | 《魔鬼樹》                                   | 何母                |
| 1985年4月23日～1985年5月28日 每週二21:30～23:00播出 | 中華電視公司 | 《當時明月在》（單元劇）                     | 秀枝                |
| 1985年                                              | 中華電視公司 | 《生死門》                                   | 妙一神尼            |
| 1985年10月8日～1985年11月18日                       | 中華電視公司 | 《藍與黑》（共30集）                         | 柳黛                |
| 1986年1月7日                                        | 中華電視公司 | 幾度夕陽紅 (共30集)                          | 李夢竹之母          |
| 1986年                                              | 中華電視公司 | 《遊俠龍捲風》                               | 挖心婆婆            |
| 1986年                                              | 中華電視公司 | 《花月正春風》                               | 范母                |
| 1987年                                              | 中華電視公司 | 《華視劇展─「海上的鳥」》                    | 舅媽                |
| 1989年2月13日～1989年4月7日                         | 中華電視公司 | 《海鷗飛處彩雲飛》（共40集）                 | 陳雅筠              |
| 1991年                                              | 中華電視公司 | 《福星福將》                                 | 美櫻 (跟蘇永貴一對) |
| 1992年11月9日                                       | 中華電視公司 | 《劉伯溫傳奇》法內情                         | 王春娥              |
| 1993年9月20日～1993年9月27日 每週一播出             | 中華電視公司 | 《劉伯溫傳奇》歸鄉                           | 駱青                |
| 1993年                                              | 華視         | 《包青天 ~鴛鴦蝴蝶夢》                       | 石母                |
| 1997年                                              | 民視         | 《嘉慶君遊台灣》                             | 蔡老夫人            |
| 1999年5月24日，1999年5月31日                        | 中華電視公司 | 《台灣靈異事件》芋頭鬼與蕃薯鬼               | 阿霞                |
| 2001年                                              | 三立台灣台   | 《台灣阿誠》                                 | 郭蘇合              |
| 2000年                                              | 台視         | 《大瓦厝》                                   | 陳老夫人/歡喜婆     |
| 2002年                                              | 台視         | 《素心蘭》                                   |                     |
| 2003年                                              | 台視         | 《牽手向明天》                               | 楊老夫人            |
| 2004年                                              | 中視         | 《愛情風暴美麗99》                           | 高老夫人            |
| 2005年                                              | 大愛電視台   | 《明月照紅塵》                               | 游胡笑              |

## 外部連結
- 高幸枝在香港影庫上的簡介
- 高幸枝在豆瓣上的资料（简体中文）
- 高幸枝在时光网上的簡介（简体中文）